# Oeraalse talen

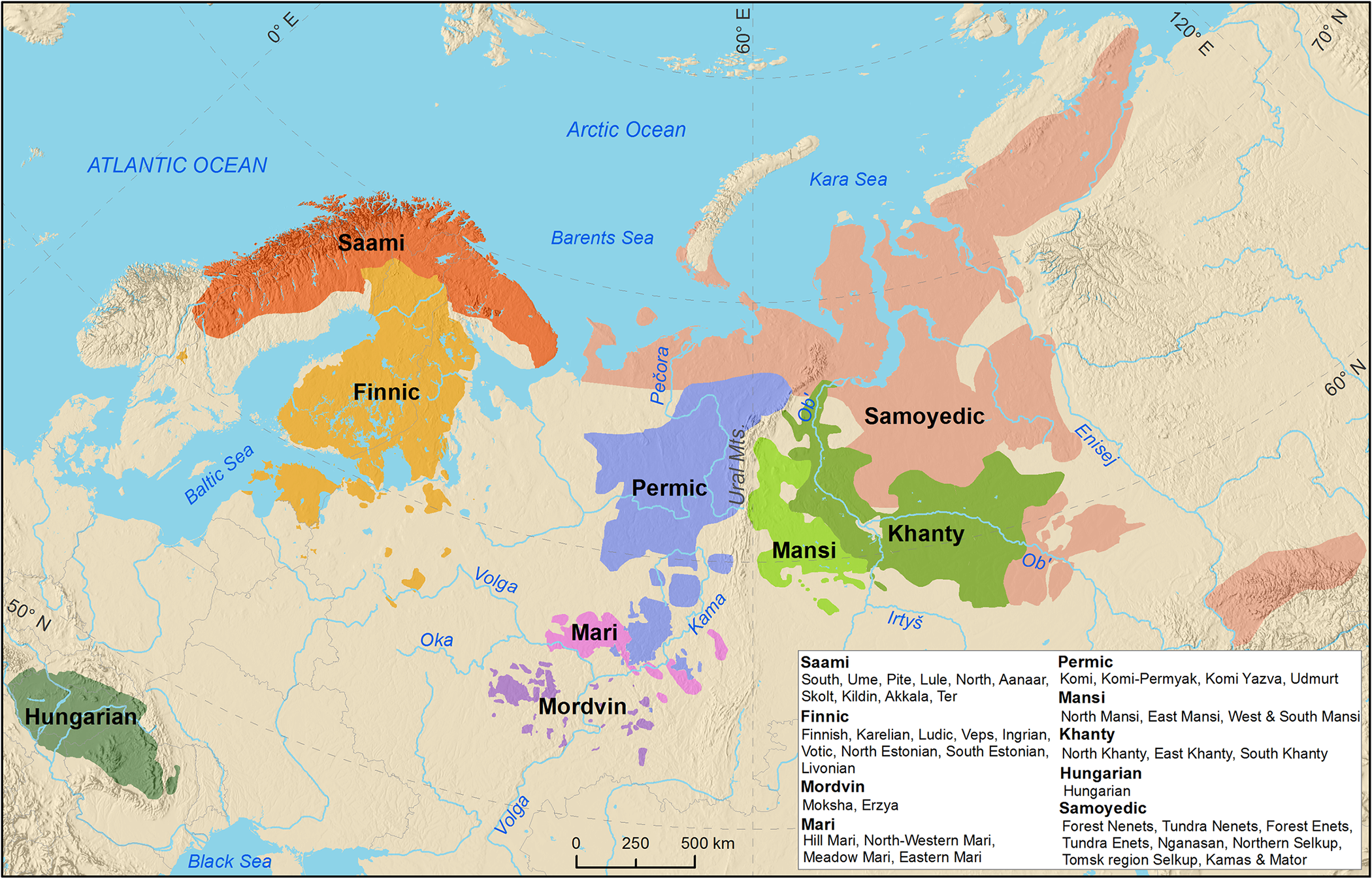
Geografische verspreiding van de Oeraalse talen.

De Oeraalse talen, ook wel Oeralische talen genoemd, vormen een taalfamilie die ongeveer dertig talen omvat, met in totaal ongeveer 20 miljoen sprekers.
De naam verwijst naar de Urheimat van de taalgroep, die volgens de meeste taalkundigen in de buurt van de Oeral lag. De Urheimat is het gebied waar de sprekers van het Proto-Oeraals, de gemeenschappelijke voorouder van alle Oeraalse talen, moeten hebben gewoond.
De huidige Oeraalse talen worden gesproken in Estland, Finland en Hongarije en als minderheidstalen in Rusland, Noorwegen en Zweden en in alle buurlanden van Hongarije. De talen met de meeste sprekers zijn achtereenvolgens het Hongaars, het Fins en het Estisch.

## Stamboom
Hoewel de interne structuur van de Oeraalse talen al sinds deze familie werd voorgesteld ter discussie staat, worden de twee subfamilies, de Fins-Oegrische talen en Samojeedse talen, algemeen erkend als van elkaar gescheiden. Hun gezamenlijke prototaal is het Proto-Oeraals.
Er is vaak geprobeerd om relaties tussen de Oeraalse talen en andere taalfamilies te vinden. Het minst controversiële voorstel (hoewel geenszins algemeen geaccepteerd) is een verwantschap met het Joekagiers, een familie van twee talen die in Oost-Siberië worden gesproken.
In de negentiende eeuw werd een verwantschap met de Altaïsche talen aangenomen, de Oeral-Altaïsche hypothese. Deze wordt tegenwoordig doorgaans verworpen, zij het dat sommige onderzoekers beide families – waarvan de Altaïsche op zichzelf al niet vrij van controverse is – in een breder kader plaatsen: het Nostratisch en op nog hoger niveau het Proto-World. Al dan niet binnen het Nostratisch wordt er ook verwantschap verondersteld tussen het Oeraals en het Indo-Europees en tussen het Oeraals en het Eskimo-Aleoetisch.
In een statistische analyse van 2013 van de Euraziatische talen die was gebaseerd op bijzonder behouden woorden kwamen de Oeraalse talen uit de bus als de nauwste verwanten van de Indo-Europese talen, op wat grotere afstand gevolgd door de Altaïsche, Eskimo-Aleoetische en Tsjoektsjo-Kamtsjadaalse talen.

## Onderverdeling van de taalfamilie
De traditionele onderverdeling van de Oeraalse talen is als volgt:
- Oeraalse talen
  - Fins-Oegrische talen
    - Oegrische talen
      - Hongaars
      -  Ob-Oegrische talen
        - Ostjaaks of Chanti(sch)
        -  Wogoels of Mansi(sch)

    -  Fins-Permische talen
      - Permische talen
        - Zurjeens (Komi)
        - Komi-Permjaaks
        - Komi-Jazva
        -  Oedmoerts of Wotjaaks

      -  Fins-Wolgaïsche talen
        - Mari (Tsjeremissisch)
          - Berg-Mari
          - Weide-Mari

        - Mordwiens
          - Erzja
          -  Moksja

        - Moeromisch — Uitgestorven
        - Mesjtsjeraans — Uitgestorven
        - Merjaans — Uitgestorven
        -  Fins-Samische talen
          - Samisch of Laps
            - West-Samisch
              - Zuid-Samisch
              - Ume-Samisch — Bijna uitgestorven
              - Lule-Samisch
              - Pite-Samisch — Bijna uitgestorven
              - Noord-Samisch

            -  Oost-Samisch
              - Kainuu-Samisch — Uitgestorven
              - Kemi-Samisch — Uitgestorven
              - Inari-Samisch
              - Akkala-Samisch — Uitgestorven (21e eeuw)
              - Kildin-Samisch
              - Skolt-Samisch
              -  Ter-Samisch — Bijna uitgestorven

          -  Oostzeefinse talen
            - Fins
              - Meänkieli
              -  Kveens

            - Karelisch
              - Olonetsisch
              -  Ludisch

            - Estisch
              - Seto (Zuidestisch)
              -  Võro (Zuidestisch)

            - Wepsisch
            - Wotisch — Bijna uitgestorven
            - Lijfs — Vermoedelijk uitgestorven
            -  Ingrisch — Bijna uitgestorven

  -  Samojeeds
    - Noord-Samojeedse talen
      - Enets of Jenissej-Samojeeds — Bijna uitgestorven
      - Nenets of Joeraaks/Joerak-Samojeeds
      - Nganasaans of Tavgi-Samojeeds
      - Joeratsisch — Uitgestorven

    - Zuid-Samojeeds
      - Kamassisch — Uitgestorven (1989)
      - Matorisch — Uitgestorven (19e eeuw)
      -  Selkoeps

## Typologie
Typische karakteristieken van de Oeraalse talen zijn
- veelvuldig gebruik van onafhankelijke suffixen (agglutinatie) en achterzetsels
- in verband daarmee een groot aantal naamvallen (13-14 gemiddeld), bijvoorbeeld
  - Fins (16)
  - Hongaars (18)
  - Wepsisch (24)
  - Komi (27)
- klinkerharmonie
- het ontbreken van een grammaticaal geslacht
- het voorkomen van een negatief werkwoord
- palatalisatie van medeklinkers
- het ontbreken van tonaliteit
- het gebruik van possessiefsuffixen in plaats van bezittelijke voornaamwoorden
- het voorkomen van een dualis in een aantal takken (Samojeeds, Ob-Oegrisch en Samisch)
- het ontbreken van een werkwoord voor "hebben": dit concept wordt weergegeven met de constructie "bij mij is..."
- de klemtoon ligt in de meeste talen op de eerste lettergreep
- het gebruik van enkelvoud na een telwoord

Niet alle Oeraalse talen vertonen al deze kenmerken: het negatieve werkwoord komt in de Oegrische tak niet voor en is in het Estisch onvervoegbaar geworden, de dualis beperkt zich tot het Samojeeds, het Ob-Oegrisch en het Samisch. Het is ook niet zo dat al deze kenmerken in het Proto-Oeraals al (in dezelfde mate) voorhanden waren: het naamvalsysteem van het Proto-Oeraals was aanzienlijk beperkter dan in de meeste huidige dochtertalen en het voorkomen van een dualis in het Proto-Oeraals is omstreden.
Naast bovengenoemde en grotendeels overgeërfde overeenkomsten in hun grammaticale structuur komt ook de woordenschat van de Oeraalse talen voor een belangrijk deel overeen. Hoewel latere leenwoorden (vooral uit Slavische en Turkse talen) de overgeërfde Oeraalse woorden in aantal hebben overvleugeld, zijn het vooral de basiswoorden die zich in de talen hebben kunnen handhaven. Hiertoe behoren onder meer de veel gebruikte woorden voor lichaamsdelen en natuurverschijnselen, persoonlijke voornaamwoorden, telwoorden en elementaire werkwoorden (eten, drinken, geven, brengen etc.).
Ook in hun morfologie hebben de Oeraalse talen gemeenschappelijke elementen bewaard: morfologie is beter dan de woordenschat bestand tegen vreemde invloeden. Zo hebben de moderne Oeraalse talen de Proto-Oeraalse naamvalsuitgangen, persoonsuitgangen en meervoudsuitgangen voor een groot deel bewaard.

## Overeenkomsten
| Nederlands | Proto-Oeraals | Fins                                | Estisch                         | Võro                            | Noord-Samisch   | Inari-Samisch | Erzja                       | Mari     | Komi   | Ostjaaks     | Hongaars                           | Nenets |
| ---------- | ------------- | ----------------------------------- | ------------------------------- | ------------------------------- | --------------- | ------------- | --------------------------- | -------- | ------ | ------------ | ---------------------------------- | ------ |
| hart       | *śüδäme       | sydän, sydäm-                       | süda, südam-                    | süä, süäm-                      | čotta, čoddaga  | -             | śed'ej dial. śäd'ej, śed'eŋ | šüm      | śələm  | səm          | szív                               | sēw    |
| schoot     | *süle         | syli                                | süli                            |                                 | salla, sala     | sollâ         | sel' dial. säl'             | šəl      | syl    | jöl          | öl                                 | -      |
| ader       | *se̮ne         | suoni                               | soon                            | suuń, soonõ-                    | suotna, suona   | suonâ         | san                         | šön      | sən    | jan          | ín 'zenuw, pees'                   | tēn    |
| gaan       | *mene-        | mennä, men-                         | minna, min-                     | minnäq, min-                    | mannat          | moonnâđ       | -                           | mija-    | mun-   | mən-         | menni ‘gaan’, megy ‘hij gaat’      | min-   |
| vis        | *kala         | kala                                | kala                            | kala                            | guolli, guoli   | kyeli         | kal                         | kol      | -      | kul          | hal                                | xal'ä  |
| hand       | *käte         | käsi, käte- gen. käden, part. kättä | käsi, kät- gen. käe, part. kätt | käsi, kät- gen. käe, part. kätt | giehta, gieđa   | kietâ         | ked'                        | kö       | ki     | köt          | kéz                                | -      |
| oog        | *śilmä        | silmä                               | silm, silma-                    | silm, silmä-                    | čalbmi, čalmmi  | čalme, šalme  | śel'me dial. śäl'me         | šinča    | śin    | sem          | szem                               | sew    |
| been       | *yalka        | jalka                               | jalg                            | jalg                            | juolgi, juolggi | jyel'gi       | jalgo 'te voet'             | jol      | -      | -            | gyalog 'te voet'                   | -      |
| knok       | *luwe         | luu                                 | luu                             | luu                             | -               | -             | lovaža                      | lu       | li̮, lѳ | lŏγ, lăw     | láb¹                               | lī     |
| vader      | *ićä          | isä                                 | isa                             | esä                             | áhčči, áhči     | eeči          | -                           | iza, əzä | -      | ɑ̄ś (Wogoels) | ős 'voorouder, -vader' dial. ös(i) | nīśe   |
| vuur       | *tule         | tuli                                | tuli, tule-                     | tuli, tulõ-                     | dolla           | tullâ         | tol                         | tul      | ti̮l    | -²           | -²                                 | tū     |
| tand       | *piŋe         | pii                                 | pii                             |                                 | bátni³          | pääni³        | pej dial. peŋ, päj          | püj      | piń    | pöŋk, peŋk   | fog                                | -      |

¹ Is wellicht een afleiding met het Oeraals vergrotings-achtervoegsel -mp. 

² Het Proto-Oegrische neologisme *täɣtə ‘vuur’, waaruit Wogoels tāwt, Ostjaaks tut en Hongaars tűz, dial. tíz. 

³ Heeft mogelijk niet dezelfde etymologische oorsprong.